# Hospicjum Cordis

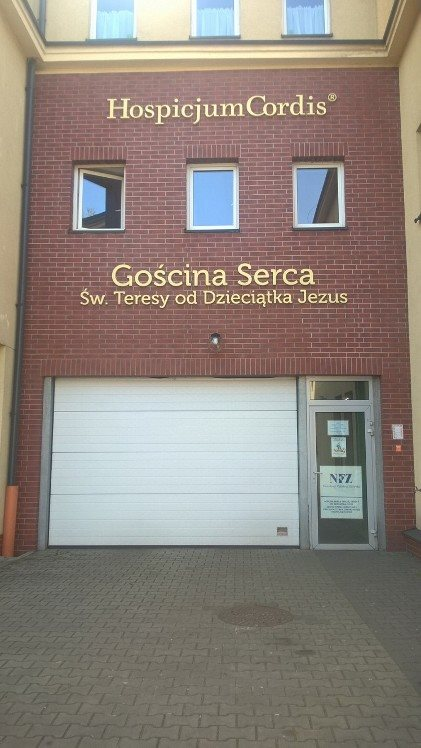

Hospicjum Cordis — jedno z największych hospicjów stacjonarnych w Europie, w skład którego wchodzą: oddział stacjonarny dla dzieci i dorosłych, poradnie medycyny paliatywnej oraz zespół wyjazdowy opieki domowej. Siedziba Hospicjum Cordis znajduje się w Katowicach Janowie.  

## Historia[2]
- 24 grudnia 1990 — zainicjowanie domowej opieki hospicyjnej w Mysłowicach (przy Urzędzie Skarbowym ul. Mickiewicza w Mysłowicach)
- 14 lutego 1994 — otwarcie domu hospicyjnego "Gościny Serca Św. Teresy od Dzieciątka Jezus"
- 21 listopada 1998 — otwarcie hospicjum stacjonarnego dla dzieci
- sierpień 2006 — uchwała Rady Miasta Mysłowice o przeznaczeniu na hospicjum stacjonarne budynku niedokończonej Szkoły Podstawowej przy ul. Szopena
- kwiecień 2007 — utworzenie Komitetu Budowy Nowego Domu Hospicyjnego
- listopad 2007 — wycofanie się z decyzji budynku nowego domu hospicyjnego w Mysłowicach
- czerwiec 2009 — rozpoczęcie budowy budynku przy ul. T. Ociepki 2 Segment B (podpisanie umowy dzierżawy)
- wrzesień 2009 — złożenie wniosku o dofinansowanie projektu w ramach Regionalnego Programu Operacyjnego Województwa Śląskiego na lata 2007-2013 pt. "Przebudowa budynku szpitalnego w Katowicach Janowie na dom Hospicyjny"
- grudzień 2009 — otwarcie Segmentu B
- kwiecień 2010 — nabycie nieruchomości na własność budynku przy ul. T. Ociepki 2
- maj 2010 — otwarcie sali poznawania świata im. Krystyny Bochenek
- wrzesień 2010 — rozpoczęcie budowy Segmentu A
- grudzień 2011 — otwarcie Segmentu A (38 pokoi chorych)

## Oddziały i poradnie[3]

### Hospicjum dla dorosłych
- Hospicjum Stacjonarne dla Dorosłych
- Dzienny Ośrodek Opieki Hospicyjnej
- Hospicjum Domowe dla Dorosłych

### Śląskie Hospicjum Dziecięce Aniołów Stróżów
- Betlejem Stacjonarne Hospicjum Opatrzności Bożej Aniołów Stróżów dla Dzieci i Młodocianych
- Dzienny Ośrodek Opieki Hospicyjnej dla Dzieci i Młodocianych
- Hospicjum Domowe dla Dzieci i Młodocianych

### Poradnie i pracownie
- Poradnia Opieki Hospicyjnej
- Pracownia Ozonoterapii
- Poradnia Profilaktyki i Leczenia Odleżyn
- Poradnia Rehabilitacyjna
- Poradnia Leczenia Obrzęku Limfatycznego
- Poradnia Opieki nad Rodzinami Chorych i Osieroconych

## Osobowości związane z Hospicjum Cordis[3]
- Krystyna Bochenek
- Jerzy Buzek
- Zygmunt Łukaszczyk
- Zenon Nowak
- Leszek Martinek
- Anna Bałchan
- Arkadiusz Hołda
- Jan Malicki
- Jerzy Sobczyk
- Joanna Romańczyk
- Artur Rojek
- Bogusław Śmigielski
- Lidia Tarczyńska